# Morro do Livramento
El Morro do Livramento (en español: 'cerro de la Liberación') es un accidente geográfico de la ciudad de Río de Janeiro, Brasil. Se ubica entre los morros de Conceição y Providencia en el centro de la ciudad cerca de la zona portuaria. En una casa ubicada en este morro nació el escritor Machado de Assis